# 加藤れな
加藤 れな（かとう れな、1975年11月23日 - ）は、日本の女性声優。東京都出身。

## 人物
2008年11月までは81プロデュースに所属していた。
趣味・特技は水泳、料理。

## 出演作品

### テレビアニメ
- アソボット戦記五九（女性）
- わがまま☆フェアリー ミルモでポン!（8番）

### ゲーム
- スタースイープ（ミント）
- トゥルー・ラブストーリー
- マリア 君たちが生まれた理由（太田由美子）

### 吹き替え
- ジェイミーのラブリーダイニング（ボイスオーバー）
- TAKEN

### テレビ
- はみだし刑事情熱系 PART2（顔出し）